# Lucky Man
Lucky Man är ett reservat i Kanada.   Det ligger i provinsen Saskatchewan, i den centrala delen av landet, 2 400 km väster om huvudstaden Ottawa.
Omgivningarna runt Lucky Man är en mosaik av jordbruksmark och naturlig växtlighet. Trakten runt Lucky Man är nära nog obefolkad, med mindre än två invånare per kvadratkilometer.